# 明特 (阿拉巴馬州)
明特（英語：Minter）是一個位於美國阿拉巴馬州達拉斯縣的非建制地區。該地的面積和人口皆未知。

## 地理
明特的座標為32°04′41″N 86°59′37″W / 32.07805°N 86.99361°W，而該地最高點為海拔高度54米（即177英尺）。